# Cañada Rosal
Cañada Rosal est une commune située dans la province de Séville de la communauté autonome d’Andalousie en Espagne.

## Administration
| Période                                  | Période | Identité | Étiquette | Qualité |
| ---------------------------------------- | ------- | -------- | --------- | ------- |
| N/A                                      | N/A     | N/A      | N/A       | Maire   |
| Les données manquantes sont à compléter. |         |          |           |         |

## Personnalités liées à la ville
- Las Niñas del Aguaucho, groupe de cinq résistantes républicaines espagnoles violées et assassinées pendant la guerre d'Espagne par les nationalistes[1].

## Sources
- (es) Cet article est partiellement ou en totalité issu de l’article de Wikipédia en espagnol intitulé « Cañada Rosal » (voir la liste des auteurs).